# تاریخ موسیقی جاز

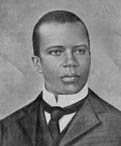
اسکات جاپلین از بنیانگزاران موسیقی رگ تایم

اکثر مورخین، زادگاه موسیقی جاز را در شهر نیو اورلئان در ایالت لوئیزیانا دانسته‌اند. با این حال، این نوع موسیقی کمابیش در تمام نقاط آمریکا ریشه دارد.
تاریخ این نوع موسیقی چنان با فرهنگ آمریکا عجین گشت که بسیاری دهه ۱۹۲۰ را عصر جاز نامیدند، و بسیاری این نوع موسیقی را نمادی از فردگرایی و هویت جامعه آمریکایی دانستند.
در اواخر دهه ۸۰ قرن نوزدهم، سیاهپوستان آمریکا در کافه‌ها و سالن‌های کاباره به نوعی موسیقی ابداعی روی آوردند که رگ تایم (به انگلیسی: ragtime) نام گرفت.
در شهر نیواورلئان موسیقی جاز تدریجاً از این نوع موسیقی رفته رفته در طول سالیان بعدی شکل گرفت.
تدریجا، موسیقی جاز رفته رفته در شهرهای شمالی تر رود میسیسیپی شهرت یافت و شیوع پیدا کرد، تا اینکه در ۱۹۱۵، بکمک فونوگراف، این سبک موسیقی تقریبا در تمام شهرهای آمریکا رایج شده بود.

نمودار تکامل جاز و سبکهای وابسته به آن

طولی نکشید که مردم سالن‌ها را برای دیدن نوابغی چون «ساچمو» (لوئیس آرمسترانگ) و دوک الینگتون فوج فوج پر می‌کردند، و سفیدپوستان با امثال دوک الینگتون در کلوپ‌های جاز در هارلم و شیکاگو آشنا شدند. اخنراع و رواج رادیو به نوبه خود نیز در رواج این نوع موسیقی در دهه ۱۹۳۰ کمک موثری نمود.
برخی هنرمندان حتی آثار و سلیقه‌های شخصی بر این نوع موسیقی اعمال نمودند. از این دسته می‌توان به دیزی جیلسپی اشاره کرد که شیپور ترومپت خود را طراحی کرده و از بنیانگزاران سبک بیباپ محسوب می‌گردد.
برخی هنرمندان دیگر همانند هایمی شرتزر آلات موسیقی خارجی همانند ساکسیفون را که در اروپای دهه ۴۰ قرن نوزدهم اختراع شده بود را برای نخستین بار وارد جاز نمودند.
در ۱۹۳۶، نخستین گروه موسیقی جاز مختلط سیاهپوستان و سفیدپوستان توسط بنی گودمن تشکیل شد.